# Ptaki koczujące
Ptaki koczujące – ptaki, które poza okresem lęgowym nie odbywają regularnych wędrówek, ale poruszają się w okolicy. Charakterystyczne jest to dla ptaków zamieszkujących pustynie, tajgę i tereny trawiaste.